# V.K
V.K（ヴィー・ケー、1982年〈民国71年〉11月18日 - ）は、台湾の作曲家、編曲家、ピアニスト、音楽プロデューサー。中華圏での表記はV.K克（ヴィー・ケー・クー）。本名は許 勤毅。映画・ドラマ・CM・ゲームなどの音楽を主に手掛けるほか、オリジナルアルバムの制作、演奏活動も行っている。即興演奏を得意とする。

## 来歴
台湾・基隆市出身。4歳でピアノを習い始め、13歳で作曲を始める。14歳のときに強直性脊椎炎を発症する。
2009年1月、アルバム『鏡夜』（Reflection）でデビュー。台湾KKBOXのインストゥルメンタル部門ランキングで1位を獲得する。8月に台湾南部で起きた八八水害の際、シングル曲「愛・無限」をリリースし、寄付を呼びかけた。
2010年5月、2ndアルバム『愛・無限』（Love Infinity）をリリース。1stアルバムに引き続き、KKBOXのインストゥルメンタル部門で1位を獲得する。同年11月、自身初のコンサートを行った。
2011年、李佑寧監督の映画『麵引子』（Four Hands）の音楽を担当する。7月にフォトエッセイ『我就是我的無限大』（I am Infinity）を出版。
2012年、ピアノコンクール「琴之翼V.K克國際鋼琴大賽」（Wings of Piano International Piano Competition）を設立・開催する（以後、毎年開催）。この年、台湾でコンサートツアーを、上海でファンミーティングを行う。
2013年、テレビドラマ『 蘭陵王』の音楽を担当する。2月、カナダ・バンクーバーで行われたアッヴィ社のGM会議に特別ゲストとして招かれ、ピアノ演奏を披露する。8月には3rdアルバム『第三樂章』（the 3rd Movement）をリリース、同月国家音楽庁でコンサートを行った。10月にTINY GIANT MUSIC LTD.の専属アーティストとなる。11月、台湾のゲーム会社Rayarkがリリースしたモバイルゲーム「DEEMO」に自身の楽曲が採用される。このゲームが世界中でヒットしたことをきっかけに、自身の曲が広く知られるようになる。
2014年、テレビドラマ『離婚律師』の音楽を担当。また、李鼎監督の映画『到不了的地方』（Anywhere Somewhere Nowhere）の音楽を担当する。5月、米国・サンノゼで行われたシリコンバレー米台産業技術協会（TAITA-SV）の年次総会に特別ゲストとして招待され、演奏を披露する。12月、コロンビア・ボゴタで行われたアッヴィ社のイベントで演奏を披露する。この年、アルバム『第三樂章』に収録されている「Evolution Era」が、iTunes Store（日本）のインストゥルメンタル部門ランキングで1位を獲得する。
2015年1月、イタリア・ローマで行われたアッヴィ社のキックオフミーティングで演奏を披露する。この年、テレビドラマ『千金女賊』の音楽を担当。12月、4thアルバム『Our Story - Best of V.K』を台湾と日本でリリース、同月台北国際会議センターでコンサートを行った。

## ディスコグラフィー

### シングル
- 紙飛機的冒險（Paper Plane's Adventure, 2014年5月30日）

## 音楽作品

### 映画
- 麺引子（Four hands, 2011年）
- 到不了的地方（Anywhere Somewhere Nowhere, 2014年）

### ドラマ
- 蘭陵王（Prince of Lan Ling, 2013年）
- 離婚律師（Divorce Lawyers, 2014年）
- 千金女賊（Lady & Liar, 2015年）
- 幻城（Ice Fantasy, 2016年）

### CM
- モスバーガー（台湾）
- 台塑生醫「薑黄悠甘養生純液」（2014年）- 栄養ドリンク
- 台塑生醫「DF美肌醫生 Derma Formula」（2014年）- 美容液
- 佳音英語「魔法篇」（2014年）- 英会話スクール
- 佳音英語「10週年劇團篇」（2014年）- 英会話スクール

### ゲーム
- CYTUS（2012年）※自身の楽曲を提供。
- DEEMO（2013年）※自身の楽曲を提供。
- ミラクルニキ（中国語: 奇迹暖暖／奇跡暖暖）（2015年）
- ハチハチ（2016年）※自身の楽曲を提供。
- 恋とプロデューサー〜EVOL×LOVE〜 (2017年)

### その他
- キャノン「EOS C300」（2012年）※台湾で行われた製品発表会でのデモ映像
- アッヴィ中国・企業テーマソング（2014年）
- 中視・企業イメージビデオBGM（2016年）

## アーティストへの提供楽曲

### 作曲・編曲
- 丁噹
  - 手掌心（Palming Love, 2013年）※ドラマ『蘭陵王』エンディング曲
- 蕭敬騰
  - 到不了的地方（Anywhere Somewhere Nowhere, 2014年）※映画『到不了的地方』主題歌
- 無双楽団
  - 碧玉（Green Jade, 2014年）

### 作曲
- 范瑋琪
  - 与愛為鄰（2014年）※ドラマ『離婚律師』挿入歌
- 無双楽団
  - 天下（The World, 2014年）
- 王詩安
  - 桃花結（The Knot, 2015年）※ドラマ『千金女賊』エンディング曲
- Bii（畢書盡）
  - Adventure（2015年）※モバイルゲーム「砍殺吧！傭兵」主題歌

## 受賞歴

### 2014年
- 第9回KKBOX Music Awards 最優秀TVオリジナル・サウンドトラック・シングル賞「手掌心」
- MusicRadio中国TOP排行榜 最優秀主題歌賞「手掌心」
- Hito Music Awards 最優秀TV主題歌賞「手掌心」

## 著書
- 我就是我的無限大（I am Infinity, 2011年）ISBN 978-986-6590-55-9

## 出演

### ミュージック・ビデオ
- 許慧欣「月圓思念」（2011年）
- 丁噹「手掌心」（2013年）

### CM
- 新北郡（2012年）- 不動産

### その他の出演
- キャノン「EOS C300」（2012年）※台湾で行われた製品発表会でのデモ映像